# Jean Simon de Champigny
Jean V Simon de Champigny († 1502) est un prélat français qui fut le 103e évêque de Paris entre le 20 décembre 1492 et le  23 décembre 1502, jour de sa mort.

## Biographie
Il était fils de Jean Simon (Symon), seigneur de Champigny-sur-Marne et de Combeaux toute proche (sans doute Pontault-Combault), avocat du roi au Parlement de Paris, et de Jeanne Chambost. Il devint à son tour seigneur de la Terre de Champigny et de Combeaux, dont il fit réparer le château en 1490. La cure du village lui fut inféodée lorsqu'il devint chanoine de Notre-Dame en 1490, et il en recevait des bénéfices en 1501 et 1502.
Chanoine de Paris, conseiller du roi Charles VIII, archidiacre de Soissons, il fut élu à l'unanimité par les autres évêques comme évêque de Paris. Le consistoire  de Rome du 29 octobre 1492 lui donna cette charge, et il prêta serment de fidélité le 10 décembre 1492 ; il fut sacré à Sens par Tristan de Salazar le 22 septembre 1494 et fit son entrée solennelle à Paris en 1495.

### Cérémonie de l'entrée solennelle
En février 1495 vinrent à l'Hôtel de ville quelques-uns de ses parents, Jacques Bricet, conseiller du roi et général des justices et des aides, Cristofle de Carmanne, procureur général, Jean Lullier, lieutenant civil de la Prévosté de Paris, et Eustache Allegrin, également général de la justice des aides, pour déclarer que le dimanche suivant, il prendrait possession de l'évêché. Un grand festin fut prévu avec grand nombre de bourgeois. À l'Abbaye Saint-Victor ils le retrouvèrent sur les marches pour le mener à Sainte-Geneviève du Mont, où ils  allèrent à cheval, et où l'abbé lui présenta  de  l'eau bénite et l'encens.
« Il alla faire sa prière à genoux devant l'autel, baisa les reliques et offrit un drap d'or selon la coutume. Après quoi l'abbé lui montra le livre pour prêter serment ; puis peu après, il fut revêtu d'habits pontificaux par l'abbé, assis en chaire et après porté par les religieux hors l'église. Après furent appelés les vassaux auxquels le Prévost des Marchands dit « Monsieur nous laissons en vos mains Monseigneur notre évesque »,  qui le portèrent  et les moines le suivirent en procession jusqu'à Sainte-Geneviève-des-Ardents où fut faite station. Et les Messieurs de Notre-Dame, vinrent au-devant de lui, présentèrent l'eau bénite, dont il donna aux assistants, après fut donné l'encens. Là, il rendit aux religieux le textes des Évangiles  qu'il  avait apporté entre ses mains ; et en prit un autre qui lui fut  apporté par le chapitre, et retournèrent les religieux étant  partis, de l'église Notre Dame qui était fermée ; fut baillé  un cahier  auquel était contenu ce qu'il devait faire, après fut posé  à terre et sonna une petite cloche et il entra dans l'église jusque dans la chaire où il fit sa prière ; Après  donna sa bénédiction, baisa les reliques, alla à la chaire où il fit installé et au revestiaire. »

### Action
- L'année de son installation (1495), il donna la maison des  Filles-Dieu, où le service divin ne se faisait plus, à l'ordre de Fontevrault dont l'abbesse était Renée de Bourbon, à condition que saint Louis y  fût fêté  avec solennité chaque année et un service anniversaire à la mémoire de Charles VIII après sa mort (religieuses reformées)  .
- Il tint un synode le jeudi 7 mai 1495, où il publia des statuts, les Institutions synodales.
- Il fit une chapelle dans le Collège de Montaigu ayant statut de paroisse.
- En 1496, il institue la Confrérie de Saint Roch dans l'église des Blancs-Manteaux[3].
- En 1497, il dédie l'autel de l'église conventuelle des Cordeliers de la rue de Lourcine.
- Il institue vers 1500 les statuts de l'association des Filles Repenties ou Filles Rendues de Paris, converties par Jean Tisserand et auxquelles il donne le statut de religieuses Augustines et la règle de saint Augustin.
- Il réforme l'Abbaye de Chelles, où il installe des Religieuses de Fontevrault et donne des règlements.
- En 1502 il reçoit le cardinal Georges d'Amboise à Notre-Dame de Paris.

Victime de la contagion typhoïde et de la peste le 23 décembre 1502, il est inhumé dans le chœur de l'église cathédrale.
Ses armes étaient : d'azur à face cousue de gueules accompagné en chef de deux glands d'or  et en pointe d'une rose d'argent. Sa devise était : Simon Petrus, ama me ?

## Compléments